# Shkodra ostroma (1474)
Shkodra ostroma 1474-ben volt, amikor az Oszmán Birodalom csapatai megpróbálták elfoglalni a mai Albánia területén fekvő települést, amely a Velencei Köztársaság fennhatósága alá tartozott.
Az ostrom május elején kezdődött, amikor Hadim Szulejmán pasa, II. Mehmed oszmán szultán bizalmasa, Rumélia kormányzójának hadserege felvonult a várfalak előtt. A várost Antonio Loredan, egy velencei arisztokrata védte, aki hatvanezresre becsülte a támadók létszámát. A városkészletei nyolc hónapra voltak elegendőek. A Velencei Köztársaság mindenképpen meg akarta védeni Shkodrát, mert attól tartott, hogy elesése esetén a törökök magát Itáliát támadják meg.
Velence azonnal toborzásba kezdett, amikor megérkezett az ostrom híre. Azt tervezték, hogy kilencezer gyalogost indítanak a város felszabadítására. Eközben egy 20 ezer fősre tett török egység megrohanta Friulit. A szenátus titkos ülésén úgy döntött, hogy Friuliba ezer lovast, Shkodrába pedig nyolcvan gályát küld számszeríjászokkal. A Friuliba behatoló fosztogató törökök néhány napon belül, komolyabb károk okozása nélkül, távoztak.
A török tüzérség heves ágyútüze jelentősen megrongálta a falakat, de a földből készült védművek jól átvészelték a bombázást. A védők több török gyalogos ostromot visszavertek, az egyikben hétezer támadó vesztette életét. Augusztus végén – a velencei erősítés érkezéséről szóló hamis hírek hatására – a törökök visszavonultak. II. Mehmed egy évvel később megszerezte Shkodrát.

## Emlékezete
Skhodra ostromának történetét egy szemtanú, Marin Barleti (más névenː Marinus Barletius), egy helyi pap írta meg De obsidione Scodrensi (Shkodra ostroma) címmel. A könyv 1504-ben jelent meg.